# Hydropeza wardi
Hydropeza wardi är en tvåvingeart som beskrevs av Sinclair och Mclellan 2004. Hydropeza wardi ingår i släktet Hydropeza och familjen dansflugor. Inga underarter finns listade i Catalogue of Life.